# Вільхівці (Холмський повіт)
Вільхівці, або Вільхівець, Ольховець (пол. Olchowiec) — село в Польщі, у гміні Вербиця Холмського повіту Люблінського воєводства. Населення — 388 осіб (2011).

## Історія
За даними митрополита Іларіона (Огієнка), 1468 року вперше згадується православна церква в селі. Український історик Іван Крип'якевич датує першу згадку про церкву 1564 роком.
За даними етнографічної експедиції 1869—1870 років під керівництвом Павла Чубинського, у селі здебільшого проживали греко-католики, які розмовляли українською мовою. 1881 року у селі зведено нову православну церкву.
У липні-серпні 1938 року польська влада в рамках великої акції руйнування українських храмів на Холмщині і Підляшші знищила місцеву православну церкву 1881 року.
У 1943 році в селі проживало 147 українців і 345 поляків.
У 1975—1998 роках село належало до Холмського воєводства.

## Населення
Демографічна структура станом на 31 березня 2011 року:
|          | Загалом | Допрацездатний вік | Працездатний вік | Постпрацездатний вік |
| -------- | ------- | ------------------ | ---------------- | -------------------- |
| Чоловіки | 186     | 33                 | 132              | 21                   |
| Жінки    | 202     | 38                 | 109              | 55                   |
| Разом    | 388     | 71                 | 241              | 76                   |